# Pâques schtroumpfantes (1)
Pâques schtroumpfantes est la douzième histoire de la série Les Schtroumpfs, par Peyo, récit complet en 4 pages. Le titre fait référence à l'expression : « Pâques sonnantes ». Un autre épisode de la série porte le même titre.

## Résumé
Le jour de Pâques, le Schtroumpf à lunettes cherche à offrir un œuf au Grand Schtroumpf. Mais il n'est pas le seul et des œufs vont être échangés, occasionnant quelques surprises...

## Personnages
- Le Schtroumpf à lunettes
- Le Schtroumpf pâtissier
- Le Grand Schtroumpf

## Publication
Cet épisode est publié pour la première fois dans le journal Spirou no 1565 (1968). Il se présente sous forme de six demi-pages parsemées à travers le numéro. L'histoire est reprise dans le journal Spirou no 1983 (1976). Les cases sont agencées pour en faire une histoire de 3 pages. La couverture du numéro fait mention d'un maxi-gag de Pâques pour les Schtroumpfs.